# ایوان فورته
ایوان فورته (انگلیسی: Iván Forte؛ زادهٔ ۲۵ اوت ۱۹۸۸) بازیکن فوتبال اهل اسپانیا است.